# Pardosa taczanowskii
Espèce
Synonymes
- Lycosa taczanowskii Thorell, 1875
- Pardosa chionophila L. Koch, 1879

Pardosa taczanowskii est une espèce d'araignées aranéomorphes de la famille des Lycosidae.

## Distribution
Cette espèce se rencontre en Russie dans le Sud de la Sibérie, en Mongolie et dans le Nord-Est de la Chine,.

## Description
Pardosa taczanowskii mesure de 6,5 à 8 mm.

## Systématique et taxinomie
L'identité de cette espèce a longtemps été incertaine, Kronestedt en 2013 a démontré la synonymie de Pardosa chionophila avec Pardosa taczanowskii.

## Étymologie
Cette espèce est nommée en l'honneur de Władysław Taczanowski.

## Publication originale
- Thorell, 1875 : Diagnoses Aranearum Europaearum aliquot novarum. Tijdschrift voor Entomologie, vol. 18, p. 81-108 (texte intégral).